# 3541 Graham
3541 Graham је астероид главног астероидног појаса са средњом удаљеношћу од Сунца која износи 2,458 астрономских јединица (АЈ).
Апсолутна магнитуда астероида је 12,7.